# Sari
Sari este un oraș din Iran.